# HD 400
HD 400，又名BD+35 8，SAO 53677、HR 17，是一颗恒星，视星等为6.19，位于銀經113.45，銀緯-25.45，其B1900.0坐标为赤經0h 3m 31.9s，赤緯+36° -25.45′ 26″。
耳機